# Trilogi
Ordet trilogi består de græske ord tri- og -logi, der betyder tre-hed. Det er et værk, der består af tre dele, der hver for sig er afsluttede, men sammen udgør en helhed. Trilogier findes indenfor mange genrer, både inden for litteratur, film og musik.

## Filmtrilogier
Nogle af de mest kendte filmtrilogier er (se også autuer-trilogier nedenfor):
- Austin Powers
- Blade
- Bourne
- Crocodile Dundee
- Frækkere end politiet tillader
- The Matrix
- The Mummy
- Ocean's Eleven
- Ringenes Herre
- Spider-Man
- Star Wars (3 x 3 film, tredje trilogi ikke afsluttet)
- X-Men
- Hobbitten
- The Dollars

### Auteur-trilogier
Trilogier af originale, sammenhængende film i en instruktørs (auteur) værk:
- Francis Ford Coppolas The Godfather-trilogi.
- Krzysztof Kieślowskis Tre farver-trilogi (Blå, Hvid, Rød)
- Baz Luhrmanns Red Curtain-trilogi (Strictly Ballroom, Romeo + Juliet, Moulin Rouge!)
- Lars von Triers Europa-trilogi, Guldhjerte-trilogi og USA-Land of Land of Opportunities-trilogi (ikke afsluttet)
- Per Flys Danmarks-trilogi, Bænken, Arven og Drabet
- Christoffer Boes Filmskole-trilogi, Obsession (kort) fra 1999, Virginity (kort) fra 2000 og Anxiety (kort) fra 2001

### Børne-, ungdoms- og familiefilm
- The Addams Family
- Befri Willy
- Doctor Dolittle
- I Know What You Did Last Summer
- Scream
- Stuart Little
- Tilbage til fremtiden
- Toy Story

### Andre trilogier
- The Uffe Holm Show, stand up (3. del kommer foråret 2009)
- LOC, musikvideoer (xxx-couture, Hvorfor vil du ikk'?, Superbia)